# Pupila

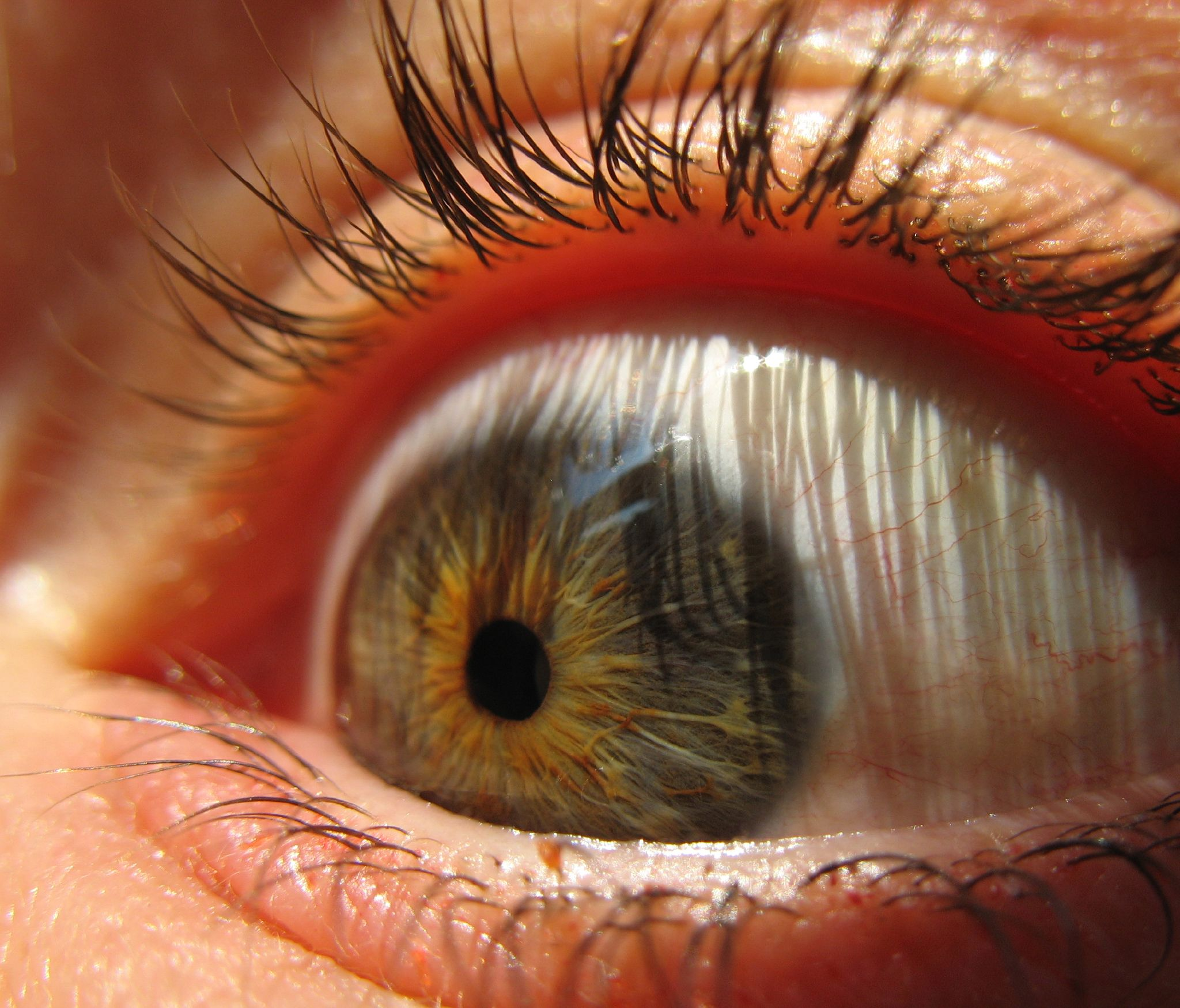
Pupila contraída (miosis).

La pupila es el orificio situado en la parte central del  iris por el cual penetra la luz al interior del globo ocular. Se trata de una abertura dilatable y contráctil, aparentemente de color negro, que tiene la función de regular la cantidad de luz que llega a la retina, en la parte posterior del ojo. El término fue acuñado por Gerardo de Cremona.
El tamaño de la pupila está controlado por dos músculos: el esfínter de la pupila que la cierra y está inervado por fibras parasimpáticas y el músculo dilatador de la pupila que la abre y está controlado por fibras simpáticas. Su diámetro es de entre 3 y 4,5 milímetros en el ojo humano. En la oscuridad puede llegar a ensancharse hasta los 5 a 9 mm. Existe una considerable variación en el tamaño máximo de la pupila entre diferentes personas.

## Reflejos pupilares

### Reflejo de Whytt
El reflejo fotomotor de la pupila se examina con una linterna durante la exploración neurológica. Este reflejo, donde participan los nervios craneales II y III, consiste en la constricción de la pupila como respuesta a la iluminación. Cuando penetra la luz en un ojo, las dos pupilas se constriñen al unísono (reflejo consensual) porque cada retina envía fibras a las cintillas ópticas de ambos lados.

## Terminología

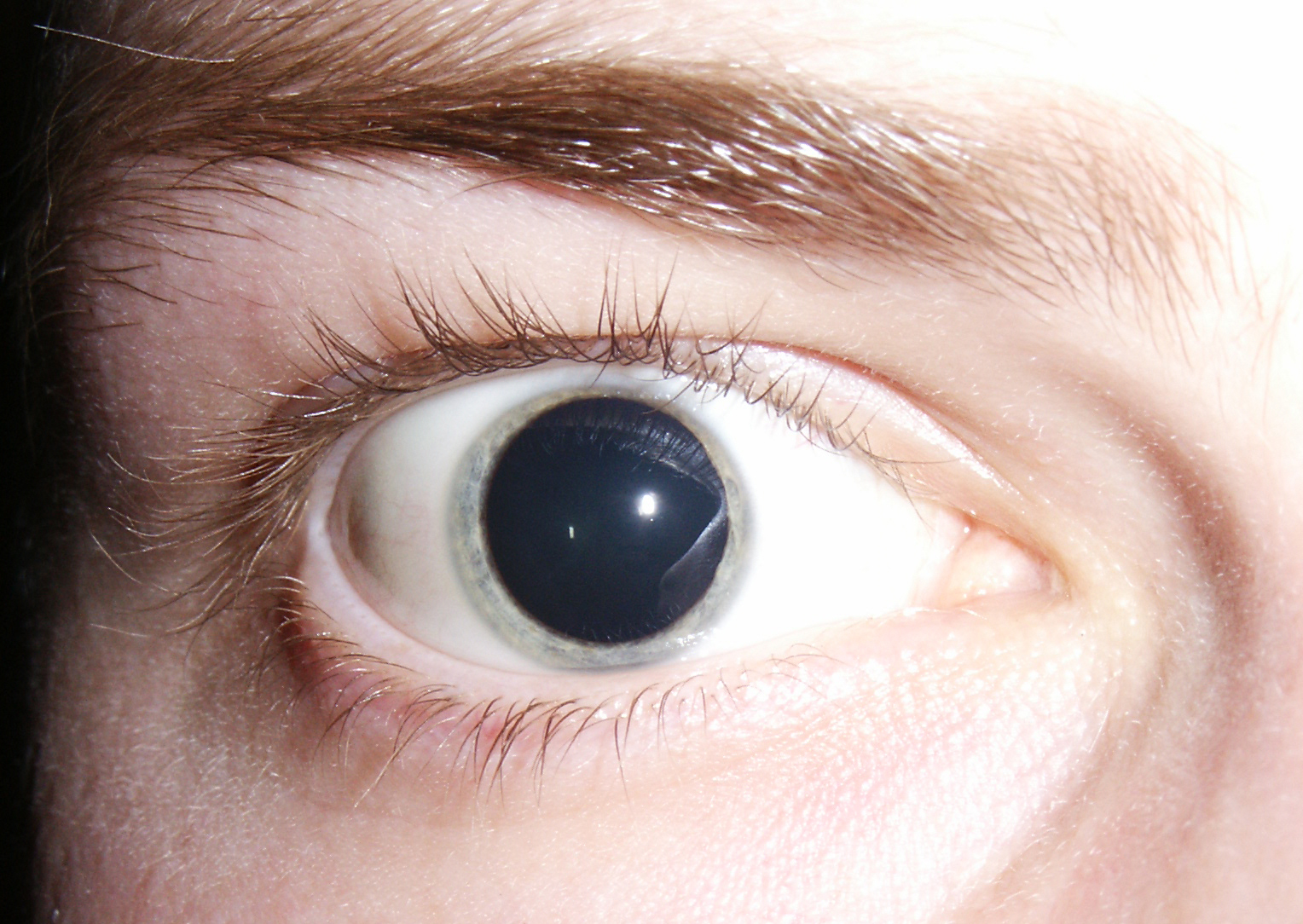
Pupila dilatada (midriasis).

- Pupilas discóricas: son aquellas con forma irregular.
- Acoria pupilar en el caso de una pupila ausente.
- Pupilas isocóricas en el caso de que ambas presentan el mismo tamaño.
- Pupilas anisocóricas si tienen tamaño diferentes
- Si la pupila reacciona a la luz disminuyendo de tamaño se habla de pupila normorreactiva.
- Si la pupila reacciona poco a la luz se habla de pupila hiporreactiva.
- Si la pupila está dilatada se dice que está en midriasis.
- Si está contraída se dice que está en miosis.
- Pupila de Argyll Roberston es un signo clínico que consiste en la abolición del reflejo fotomotor (contracción de las pupilas a la luz), con conservación del reflejo de acomodación. Se produce en diferentes enfermedades, entre ellas la sífilis cerebral o neurosífilis.